# Esteban III de Antioquía
Esteban III de Antioquía fue el patriarca de Antioquía en algún momento entre 493 y 495, durante la controversia monofisita. Era también un calcedoniano.
Habría muerto asesinado en una de las revueltas de los monofisitas de Antioquía, que lo acusaban de herejía y pusieron en su lugar al líder ortodoxo oriental Calandiono.
| Predecesor: Esteban II de Antioquía | Arzobispo de Antioquía 495 – 496 | Sucesor: Calandiono de Antioquía |